# Brother Arab
Brother Arab é o primeiro álbum de Arabian Prince. Nele apresenta diversas críticas à classe média dos Estados Unidos, juntamente com seu ponto de vista sobre o auto-visual dos bairros estadunidenses, como Inglewood e Compton. As críticas do álbum são mais fracas que a de seus ex-companheiros do N.W.A., mas tem uma letra forte e uma produção boa segundo a Recording Industry Association of America. O álbum teve produções de That Guy, Disco D e do próprio Arabian Prince, além de alguma ajuda de Eazy-E, Dr. Dre e Ice Cube.

## Faixas Musicais
Todas as músicas foram feitas por Arabian Prince (exceto Now You Have To Understand).
1. "Sound Check" - 1:24
2. "She's Got A Big Posse" - 5:12
3. "Get On Up" - 4:06
4. "Let The Good Times Roll (Nickel Bag)" - 3:44
5. "Never Caught Slippin'" - 3:48
6. "I Got A Big Bonus Beat" - 2:10
7. "Situation Critical" - 4:38
8. "It's A Dope Thang" - 3:07
9. "It's Time To Bone" - 4:04
10. "Now You Have To Understand" - 3:47
11. "Gettin' Down" - 3:36

## Formação
- That Guy - Produtor/Stratcher
- Arabian Prince - Produtor Executivo/Artista
- Brian "The Punch" Carney - Engenheiro
- Chris Bellman - Masterização
- Disco D - Stratcher
- Mike Miller - Fotografo
- Lynda Simmons - Estilista
- Henry Marquez - Direção de Arte
- Anne L. Thomas - Administrador
- Paul Biagas - Administrador

## Paradas musicais
| Parada (1989-1991)     | posição |
| ---------------------- | ------- |
| Billboard 200          | 39      |
| Top R&B/Hip Hop Albums | 4       |

## Singles
| Nome                           | Lançamento            | Lado B                               |
| ------------------------------ | --------------------- | ------------------------------------ |
| She's Got a Big Posse          | 10 de Agosto de 1989  | Now You Have a Understand            |
| Situation Critical             | 9 de Dezembro de 1989 | Let The Good Times Roll (Nickel Bag) |
| It's A Dope Thang/Gettin' Down | 01 de Janeiro de 1990 | It's A Dope Thang, Hoggie Doggie     |